# Eugen Gura

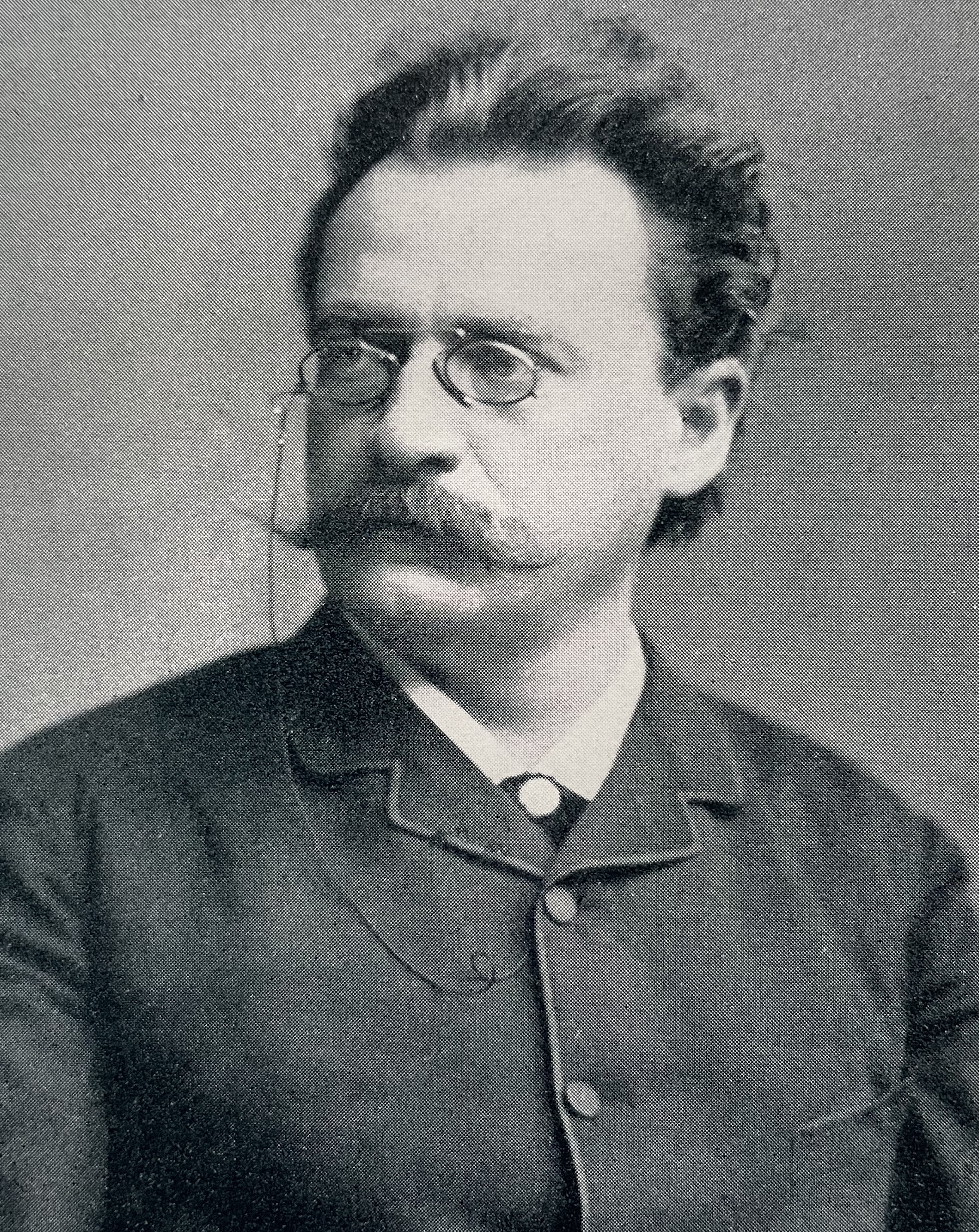
Eugen Gura (vor 1906)

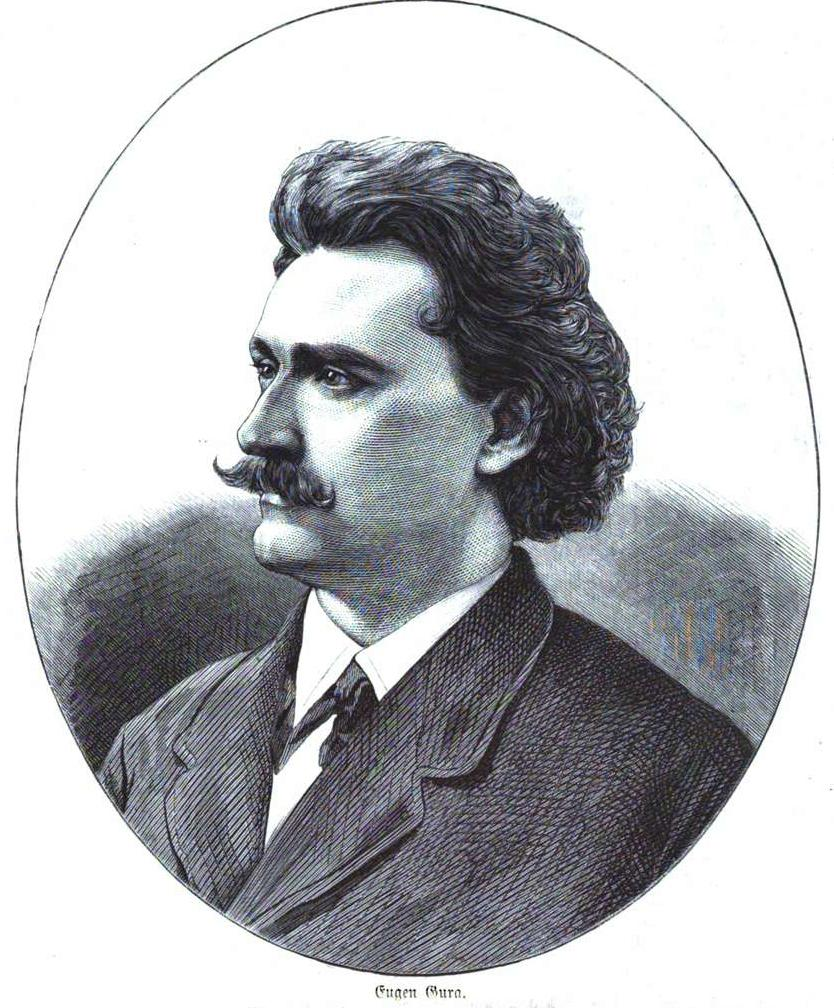
Eugen Gura, Grafik von 1872

Eugen Gura (* 8. November 1842 in Pressern bei Saaz, Böhmen als Eugen Joseph Gura; † 26. August 1906 in Aufkirchen am Starnberger See, Bayern) war ein deutsch-böhmischer Opernsänger. Er galt als einer der bedeutendsten Wagnersänger seiner Zeit.

## Leben

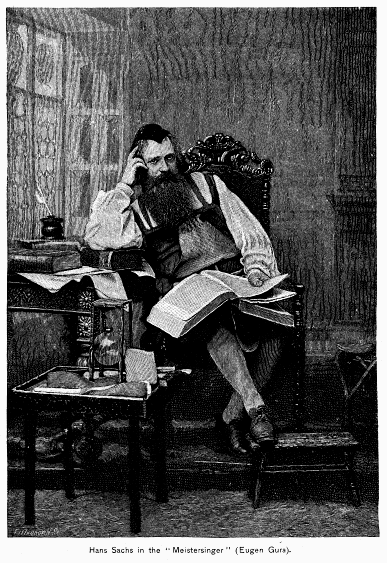
Eugen Gura als Hans Sachs in Die Meistersinger von Nürnberg, 1882

Eugen Joseph Gura wurde 1842 in Pressern (Břežany, CZ-43801 Nové Sedlo u Žatce) als Sohn des Lehrers Franz Isidor Gura (* in Pastuchowitz bei Jechnitz) und dessen Frau Theresia Engst (* in Rostial bei Kaaden) geboren. Er besuchte erst die Realschulen in Komotau und in Rakovník und 1860 das polytechnische Institut in Wien, widmete sich dann auf der Akademie und ab 1861 auf der Malerschule in München zeitweilig der Malerei und ließ sich dann durch Franz Hauser und Josef Herger in München für die Sängerlaufbahn vorbereiten. Während seines Studiums wurde er 1861 Mitglied der Wiener akademischen Burschenschaft Olympia.
Gura studierte am Münchner Konservatorium Gesang. 1865 gab er am Königlichen Hof- und Nationaltheater sein Debüt. Ab 1867 war er in Breslau und ab 1870 in Leipzig als Opernsänger engagiert.
1876 begab er sich zunächst nach Bayreuth, wo er den Gunther in Wagners Nibelungen-Tetralogie sang, und nahm dann ein Engagement am Hamburgischen Stadt-Theater an.

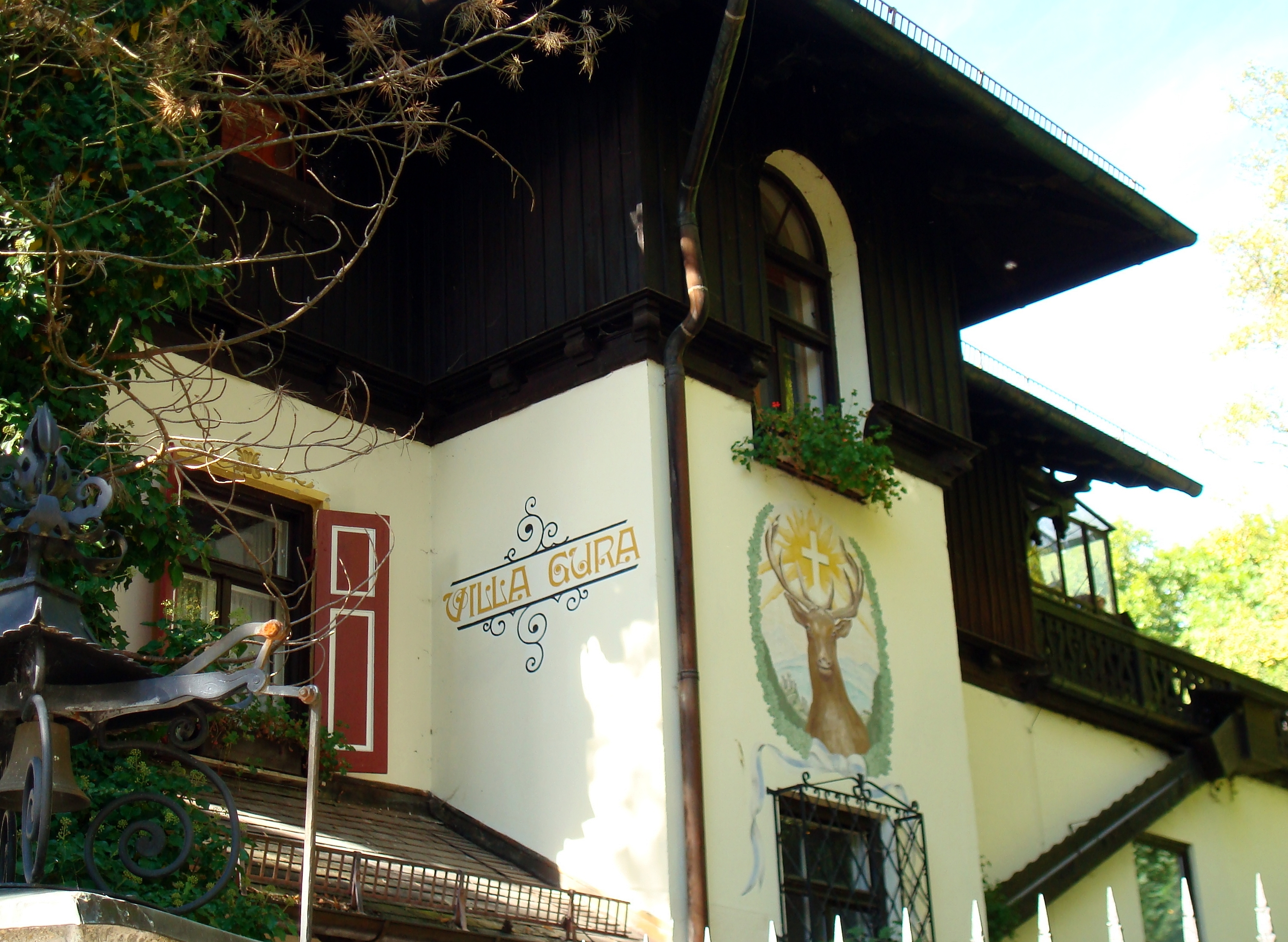
Villa Gura in Berg am Starnberger See

Nach einem Engagement in London kehrte der Bariton in den 1880er Jahren wieder nach München zurück und war seit August 1883 Mitglied des Hoftheaters zu München.
Richard Strauss widmete ihm seine Drei Lieder op. 29 (1894/95) nach Gedichten von Otto Julius Bierbaum (Traum durch die Dämmerung; Schlagende Herzen; Nachtgang).
Seine Söhne Eugen Gura junior und Hermann Gura sowie dessen Tochter Sascha Gura waren ebenfalls Schauspieler.
Er bildete zudem Paul Jensen zum Sänger aus.

## Ehrungen
In München wurde die Eugen-Gura-Straße nach ihm benannt.

## Schriften
- Erinnerungen aus meinem Leben. Verlag von Breitkopf und Härtel, Leipzig 1905.